# Лівонія

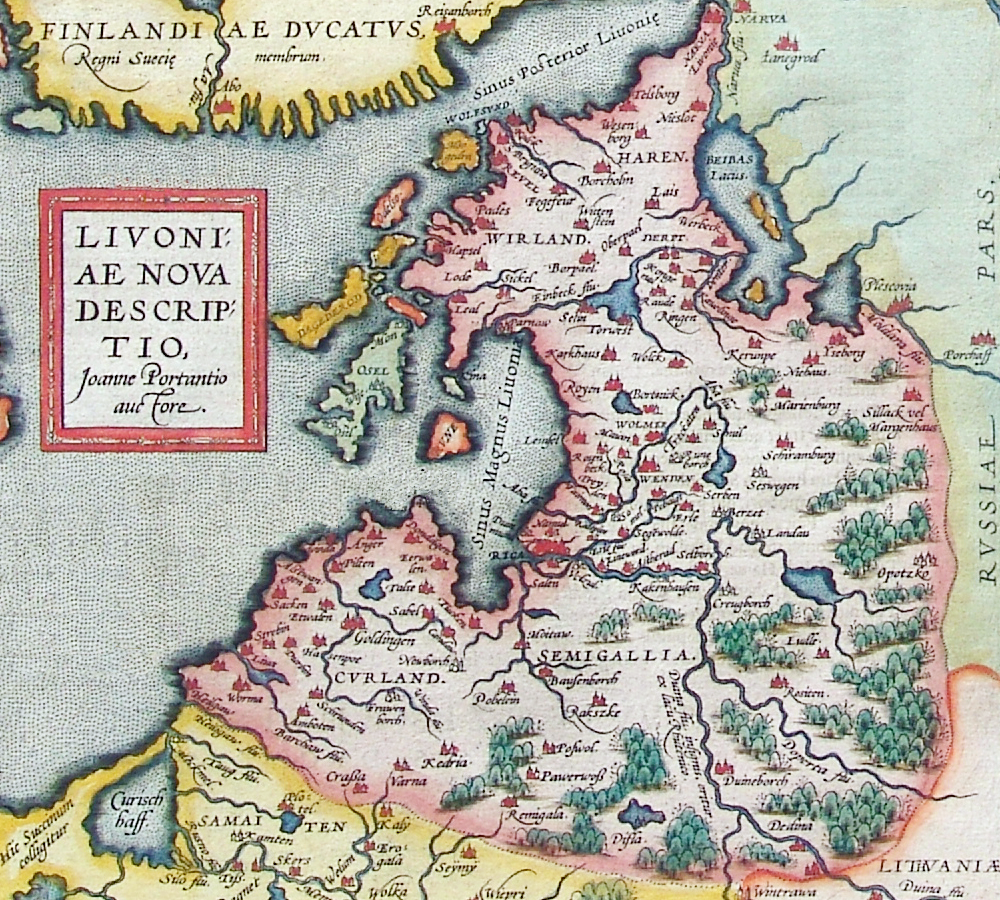
Карта Лівонії XV століття.

Ліво́нія (лат. Livonia) — історичний регіон у Східній Балтиці. Охоплює територію сучасних Латвії і Естонії. У XII–XIII століттях — країна угро-фінського племені лівів. У XIII–XVI століттях — землі Лівонського ордену та Лівонської конфедерації. З середини XVI століття — територія Лівонського, Курляндського й Естонського герцогств. З кінця XVIII століття — терени Ліфляндської (Лівонської), Курляндської й Естляндської губернії Російської імперії. З XVIII століття Лівонією у вузькому значенні називають територію колишньої Ліфляндської губернії, сучасний латвійський край Відземе. У широкому значенні під Лівонією розуміють усю територію незалежних держав Латвії та Естонії. Основне історичне населення — ліви, балтійські (остзейські) німці, латиші, естонці. Панівна релігія з XVI століття — лютеранство.

## Назва
- Лівонія (лат. Livonia, нім. Livland, лів. Līvõmō, ест. Liivimaa, латис. Livonija) — «країна лівів».
- Ліфляндія (нім. Lieffland, Livland, рос. Лифляндия) — середньовічна німецька назва Лівонії.
- Інфлянти (пол. Inflanty) — перекручена польська назва Ліфляндії.

## Герби Лівонії

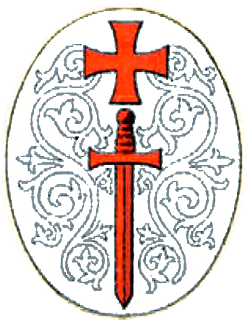
Мечоносці XIII століття
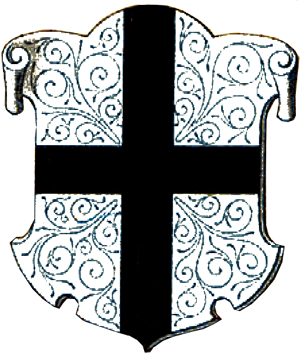
Стара Лівонія XIV—XV століття
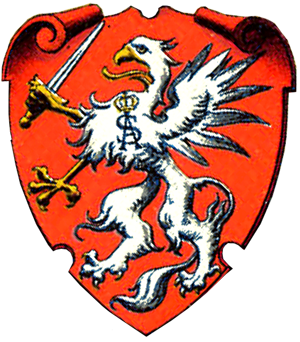
Нова Лівонія XVI—XVII століття
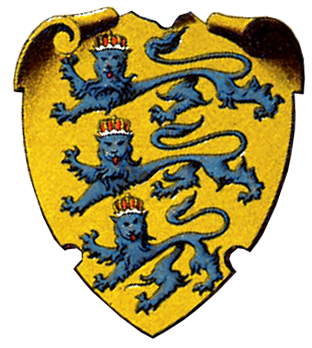
Естонія XVI—XVII століття
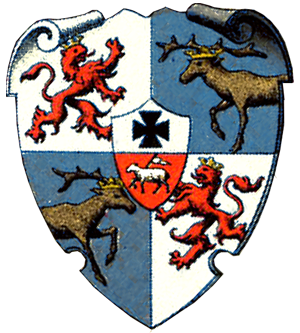
Курляндія та Семигалія XVI—XVII століття
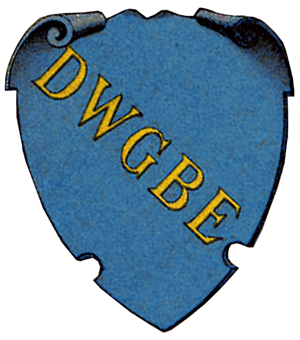
Езель XVI—XVII століття

## Історія
- 1201: Ризьке єпископство.
- 1204⁣ — ⁣1237: Орден мечоносців.
- 1237⁣ — ⁣1561: Лівонський орден.

Лівонія в 1260 році:
Лівонський орден
Ризьке архієпископство
Дерптське єпископство
Езель-Вікське єпископство
Курляндське єпископство

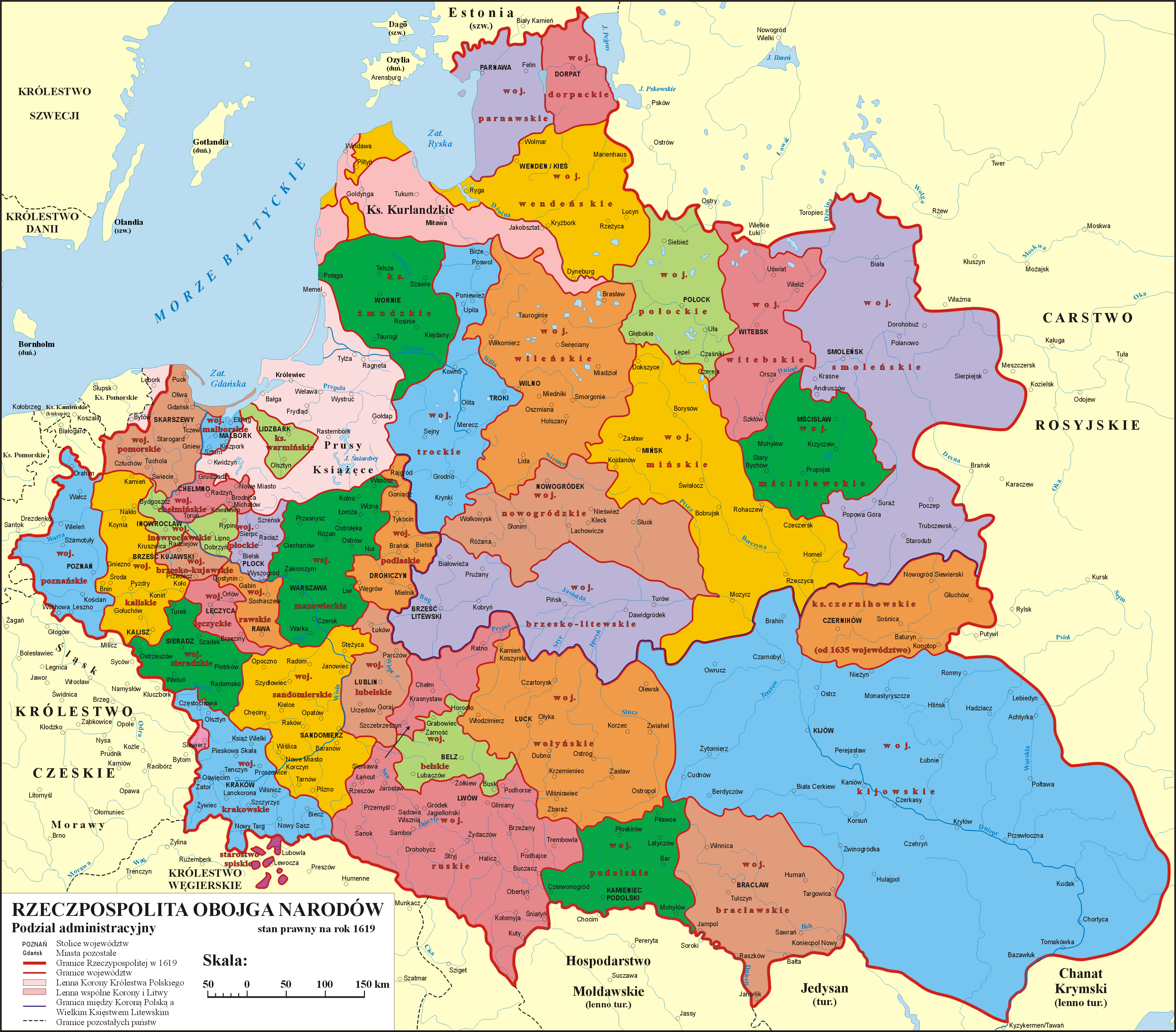
Адмістративний розподіл Польщі у 1619 році.

- 1420⁣ — ⁣1561: Лівонська конфедерація у складі Ризького архієпископства, Дерптського єпископства, Курляндського єпископства, Езельського єпископства, Лівонського ордену, їхніх васалів, а також вільних міст — Риги, Дерпта і Ревеля (Таллінна). У XII–XVII століттях землі цих державних утворень називалися збірною назвою «Лівонія».
- 1558⁣ — ⁣1583: Лівонська війна
- 1561 року укладена Віленська унія. Поділ Лівонії та її входження до складу Польсько-Литовської держави.

Лівонське герцогство — північна і центральна Лівонія. Так звані Інфлянти або Польська Лівонія.
Герцогство Курляндії і Семигалії — південна Лівонія.
- 1600⁣ — ⁣1602: Лівонська кампанія
- 1601 року почалася польсько-шведська війна за Лівонію.
- 1621 року Лівонське герцогство перетворене на Інфлянтське воєводство у складі Речі Посполитої.
- 1795: Естляндська, Ліфляндська і Курляндська губернії Російської імперії.
- 1918: постання незалежної Латвії на теренах південної й центральної Лівонії; постання незалежної Естонії на теренах північної Лівонії.
- 1940: окупація Латвії й Естонії військами СРСР.
- 1941⁣ — ⁣1945: окупація Латвії й Естонії військами Німеччини.
- 1945⁣ — ⁣1991: повторна радянська окупація Латвії й Естонії.
- 1991: відновлення незалежності Латвії й Естонії.